# Henriette Herz

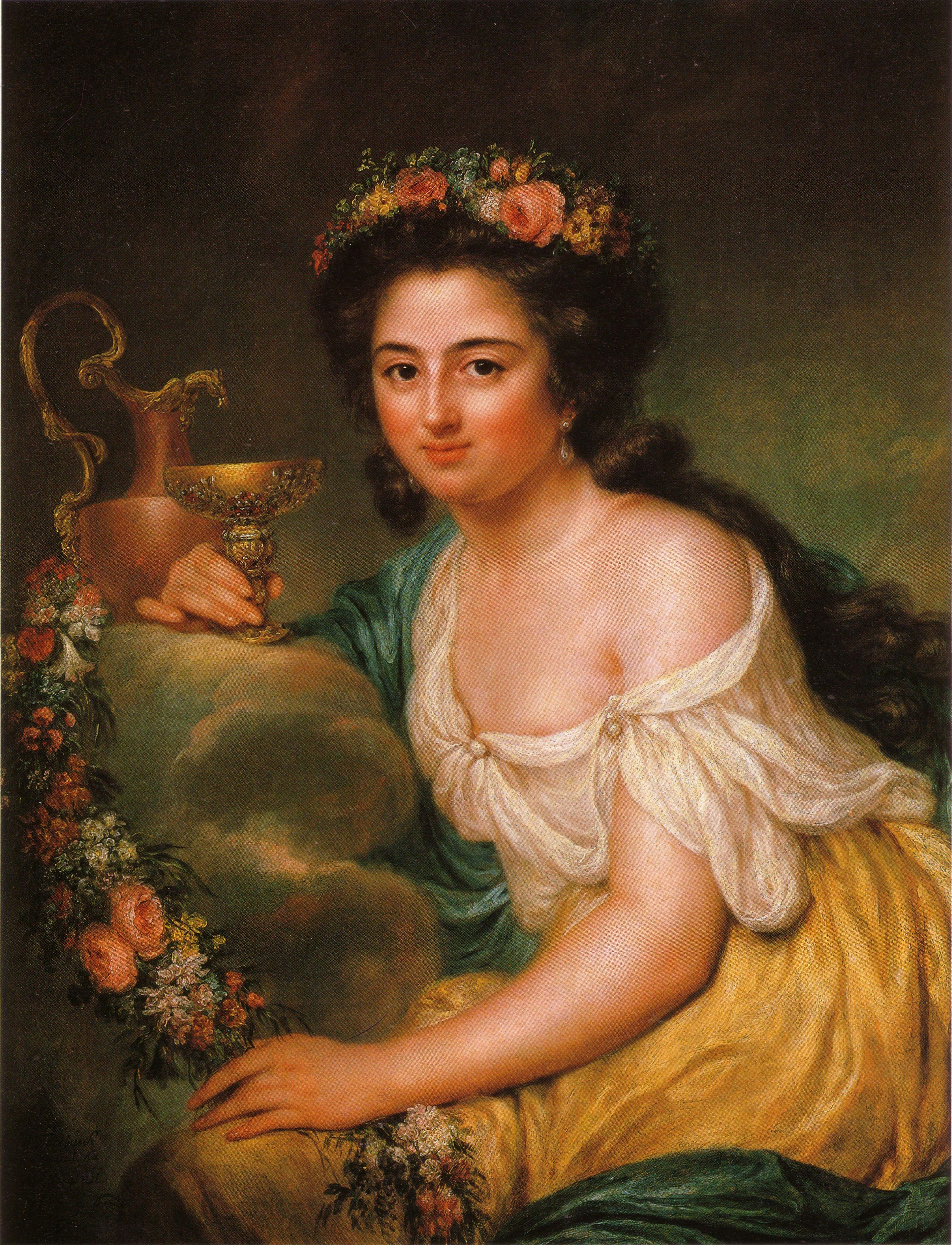
Henriette Herz, by Anna Dorothea Lisiewska, 1778.

Henriette de Lemos Herz (5 de septiembre de 1764-22 de octubre de 1847) fue la iniciadora de un salón literario a fines del siglo XVIII en Berlín. 

## Biografía
Era la hija de un médico de ascendencia judía gallego-portuguesa de Hamburgo.[cita requerida] Sus padres fueron Benjamin Benveniste de Lemos (1711-1789), un médico, y Esther de Charleville (1742-1817). Creció en el Berlín de la emancipación judía (un esfuerzo producto de la Ilustración para integrar a los judíos como ciudadanos de pleno derecho, libres de las cargas que se les imponían) y había compartido al parecer tutores con las hijas de Moses Mendelssohn. Se casó en 1779 a los quince años de edad con el médico diecisiete años mayor Markus Herz que había estudiado en la Universidad Prusiana Oriental de Königsberg (en la actualidad en Rusia), una de las únicas tres universidades que aceptaba judíos, pero solo en la facultad de Medicina.

## Vida cultural

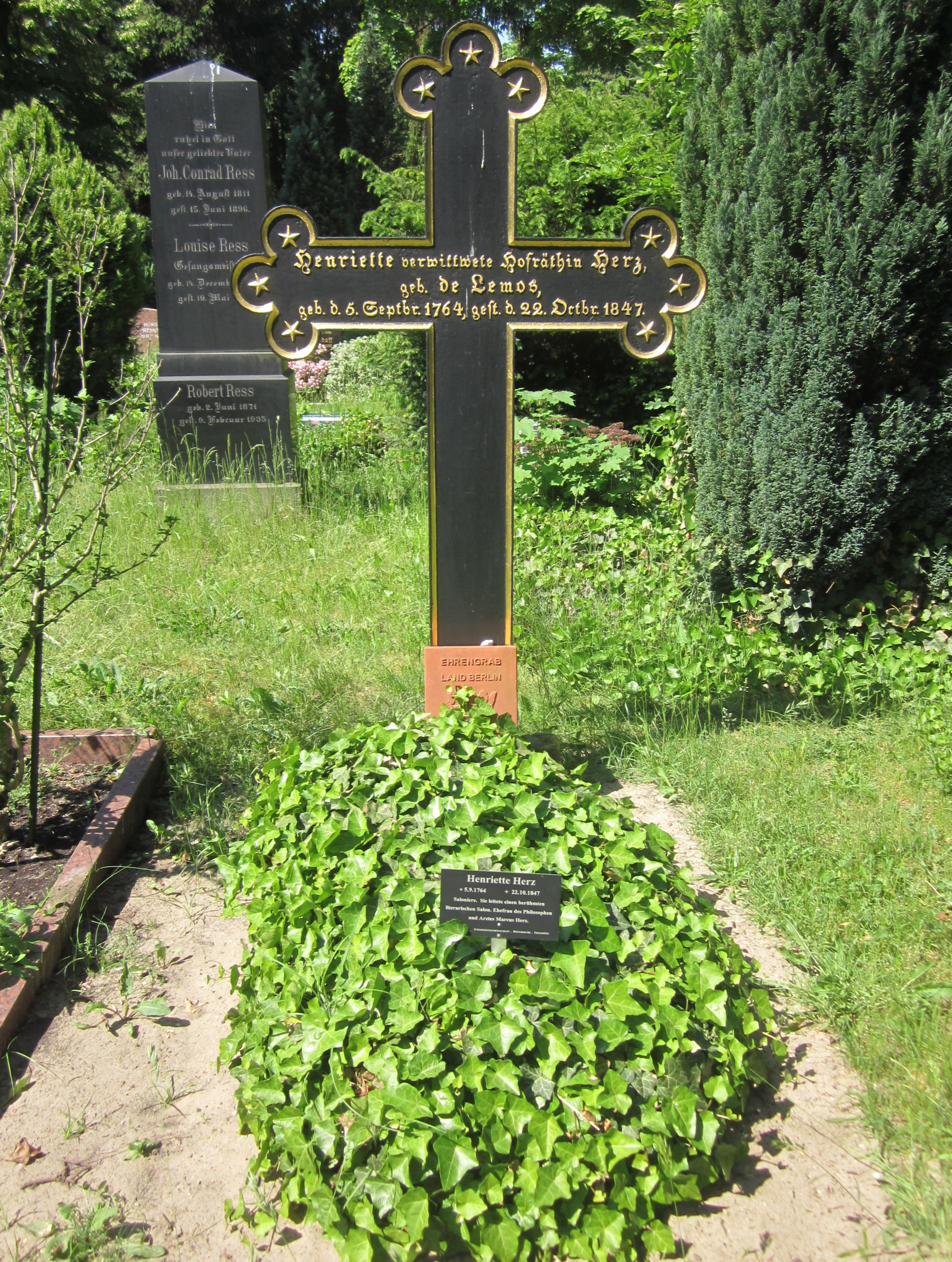
Tumba de la escritora y salonnière Henriette Herz (1764-1847) en el Cementerio II de Jerusalén y la Iglesia Nueva en Zossener Straße en Berlín-Kreuzberg.

En pocos años, el matrimonio abrió en su casa un seminario de ciencias dirigido por su esposo y un salón literario por la propia Henriette. Amigos y visitantes frecuentes de su Salón literario en Berlín fueron Jean Paul Richter, Friedrich von Schiller, Honoré Gabriel Riquetti, Friedrich Rückert, Barthold Georg Niebuhr, Johannes von Müller, Johann Gottfried Schadow, Solomon Maimon, Franz von Gentz, Fanny von Arnstein, Madame de Genlis, Luise von Radziwill, Frédéric François Chopin, Alexander von Humboldt y Friedrich Daniel Ernst Schleiermacher.
Alexander von Humboldt incluso recibió clases de hebreo de Henriette. Después de la muerte de su esposo, cayó bajo la influencia de otro visitante frecuente, el teólogo Friedrich Schleiermacher, y se convirtió al protestantismo. Su tumba se encuentra en el cementerio protestante Friedhof II der Jerusalems-und Neuen Kirchengemeinde, en Berlin-Kreuzberg, al sur de Hallesches Tor.